# Augusta Skálová
Augusta Dočkalová-Běhalová, v matrice Augustina (28. září 1898 Želatovice 31 – 27. května 1996 Bílý Potok) moravská spisovatelka a básnířka, pseudonym Augusta Skálová.

## Životopis
Rodiče Augusty byli František Běhal (19.4.1859), rolník v Želatovicích a Josefa Běhalová Krpcová (7.1.1874). Sourozenci vlastní: Jaroslav František (1900), František (1912), Milka Knapová), nevlastní (z prvního otcova manželství): Božena (1888), Berta (1890), Bohumil (1892), Maria (1894), Bohumila (1895). 
Augusta vystudovala soukromý učitelský ústav v Řepčíně (1913–1918), navštěvovala Filozofickou fakultu na Masarykově univerzitě v Brně (1921–1923), pro nemoc však studium nedokončila. V roce 1918 nastoupila jako učitelka v Hošticích, ale pro zasnoubení musela místo opustit. V letech 1924–1925 pracovala jako úřednice v Zemské sociální péči o mládež. Od roku 1919 žila v Brně, v psaní ji podporoval Arne Novák. Debutovala dvěma sbírkami básní, poté napsala dvě dramata a čtyři romány.
V letech 1942–1948 byla členkou Moravského kola spisovatelů. Po roce 1948 jí byla publikační činnost znemožněna a spisovatelka žila v nuzných poměrech a v ústraní. Když jí byl roku 1949 protiprávně odebrán brněnský byt, odešla za otcem na Hanou a pak až k polským hranicím, do Bílého Potoka u Javorníku

## Dílo[3]

### Básně
- Mou duší písně znějí: [první verše] – Brno: Stanislav Kočí, 1922
- Ulomený vějíř – 1924

### Próza
- Hořící hvězda: román – Praha: Československá grafická Unie, 1933
- Život vítězný: román – Brno: Družstvo Moravského kola spisovatelů, 1942
- Věčný krb: román – Praha: Novina, 1943
- Můj milovaný: román – Brno: Mír, 1947

### Drama
- Duha Boží: divadelní hra o třech jednáních a 1 proměně – Brno: s. n., 1930
- Na dědině: divadelní hra o třech jednáních – Vyškov: F. Obzina, 1932